# Bohèmia (cultura)

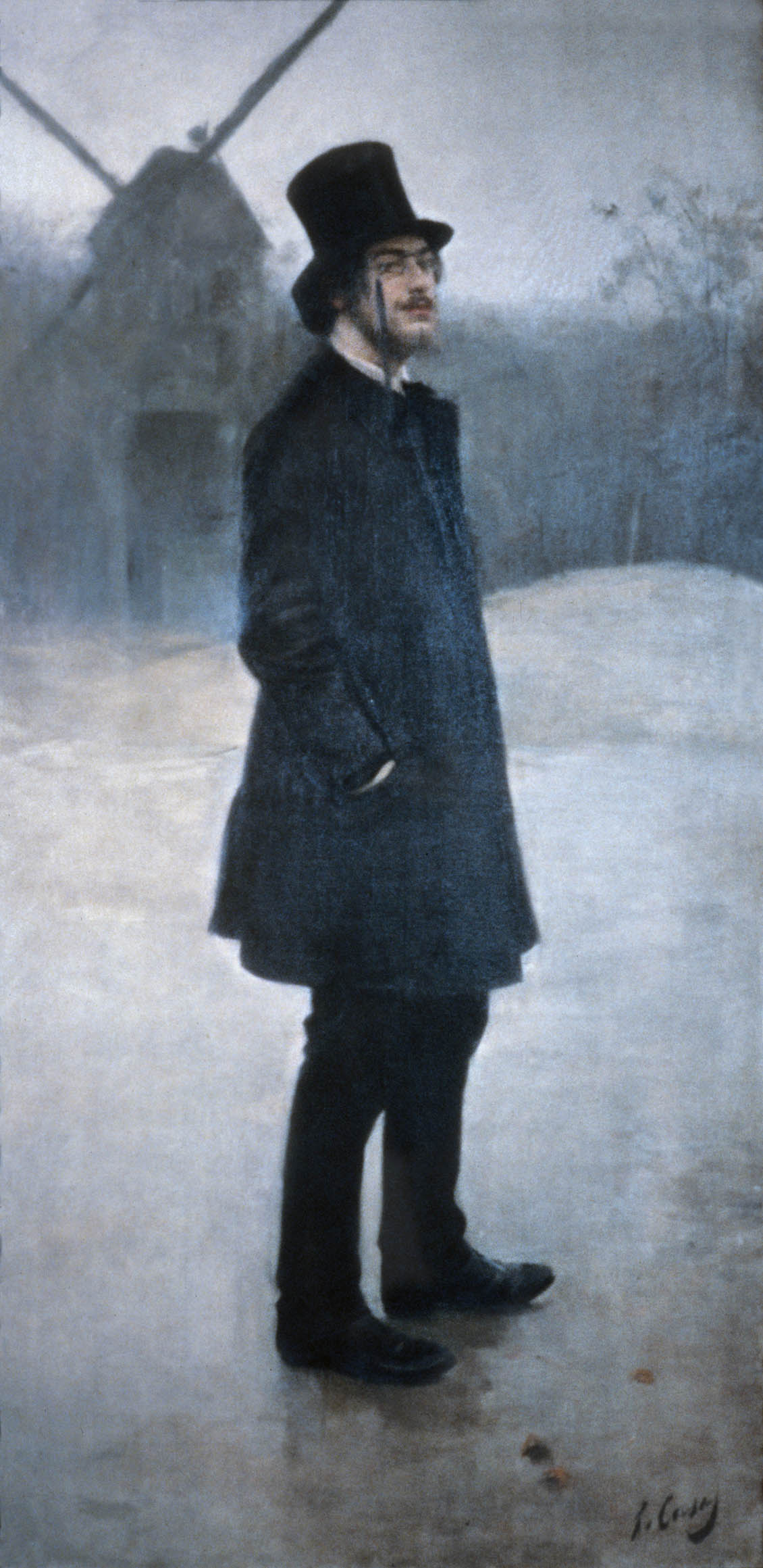
El bohemi (o Poeta de Montmartre, retrat de Erik Satie al costat del parisenc Moulin de la Galette a Montmartre), pintat per Ramon Casas cap al 1891.

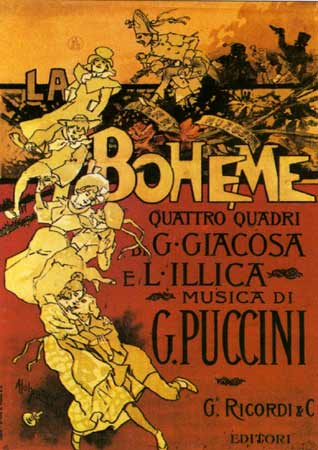
Pòster original de 1896 La bohème per Adolf Hohenstein.

Bohèmia com a nom o definició d'un grup, moviment cultural o subcultural, apareix al segle xix a l'obra del romàntic Henry Murger Scènes de la vie de bohème (1847-1849), una novel·la-assaig o ficció biogràfica d'escàs valor literari i sociològic, però que va servir de pauta i inspiració a artistes i escriptors com Baudelaire, i a grans obres posteriors a diversos camps de l'art, com per exemple, a Les Poètes maudits de Paul Verlaine o l'òpera La Bohème de Giacomo Puccini, i fins i tot la Louise de Gustave Charpentier i la Carmen de Georges Bizet. La capital de França, París, és considerada com a escenari original del fenomen socio-literari-artístic.
Com a terme, 'bohèmia' fa al·lusió a la cultura del poble gitano, tradicionalment anomenats «bohemis» a França (en francès: bohémien) per haver arribat des de la regió de Bohèmia, a l'actual República Txeca, i feia referència a un determinat estil de vida —amb una escala de valors diferent de la de la societat sedentària i burgesa— que van adoptar en particular artistes i intel·lectuals. El tòpic bohemi mostra a un individu, preferentment home, amb vocació d'artista, d'aspecte despreocupat, aparença cridanera però desordenada, aliè a les directrius de comportament, etiqueta, estètica i obsessió material de la societat tradicional, aspectes que el bohemi sol considerar superficials i, des d'una perspectiva romàntica, barreres per a la seva llibertat. En el millor dels casos, el bohemi defensa la seva permanència al món de les idees, el coneixement, la creació artística, l'enriquiment intel·lectual, l'interès per altres realitats o manifestacions culturals.

## Moviment asocial
La definició d'Antonio Espina —«La bohèmia no és una altra cosa que la misèria dissimulada amb certa bellesa, la gana portada amb humor»—, podria ser vàlida per totes les bohèmies, d'abans i després del model clàssic encunyat a París, ja que individus que, vivint en societat i alimentant-se d'ella «començà a rebutjar la societat constituïda» —com apunta la definició acadèmica—, n'hi ha hagut en totes les èpoques, com un model més de l'alternativa social.

## Nota
1. ↑  Inevitablement xovinista, el propi Murger va sentenciar: la bohèmia «no és possible sinó a París». L'evolució i amplitud del fenomen a d'altres ciutats d'arreu els primers anys del segle xx, van demostrar que Murger s'equivocava. El crític Antonio Espina en una col·lecció d'assajos, concloïa que el 'bohemi' no era una creació francesa o parisenca, sinó que havia 'existit sempre'.[4]